# چوب‌خزک گلوخال‌دار
چوب‌خزک گلوخال‌دار (نام علمی: Certhiasomus stictolaemus) نام یک گونه از خانواده چوب‌خزک است.